# Dummy Smit
Dummy Smit is een voormalig ijshockeyer uit Nederland.
Dummy Smit heeft 51 keer voor het Nederlandse team gespeeld, waaronder acht wereldkampioenschappen. Ook speelde hij in de top van honkbal.
In 1951 sluit zijn Amsterdamse club De IJsvogels. Er wordt getraind in de Houtrusthallen. Smit en nog enkele Amsterdammers lid van de H.H.IJ.C. 
In 1955/56 speelt hij voor Antwerp IHC, in die jaren is België veel sterker dan Nederland.
Het is een Haags Oranjeteam, dat in 1962 naar Colorado Springs trekt om aan het Wereldkampioenschap deel te nemen. Ze winnen met 6-4 van Australië en met 9-4 van Denemarken en 'goalcrazy' Dummy Smit komt zelfs met een gekleurde foto in de Denver Post.
Helaas worden de andere wedstrijden verloren. In 1963 doet het Haagse Oranjeteam mee aan het Wereldkampioenschap in Stockholm, en daarmee beëindigt Dummy Smit dat deel van zijn carrière.
Hij wordt bondscoach eerst in Duitsland (Landshut, Berlijn en Keulen) en later in Zwitserland (Zug). 
Van 1979 tot 1988 is hij Technisch Directeur van de Nederlandsche IJshockey Bond, met als hoogtepunten:
- 1979: Sportploeg van het Jaar
- 1979: Wereldkampioen B-poule
- 1980: Olympische Spelen in Lake Placid
- 1981: Wereldkampioen A-poule

In 1988 wordt hij lid van Orange All Stars en begint golf te spelen. Hij speelt inmiddels ongeveer handicap 15.